# 柯博尔
柯博尔（Colin Campbell）是一位互联网行业先驱、连续创业家，曾联合创办多家互联网和科技兴公司。他是.Club顶级域名公司（.Club Domains LLC）的创始人，目前担任董事长与首席执行官职务。.Club顶级域名公司负责运营后缀为“.Club”的新通用顶级域（gTLD），ICANN批准的500余个新通用顶级域中的一个。截至2015年5月，也就是.Club开放公开注册后的一年后，该顶级域内已有逾23万个注册域名 （页面存档备份，存于），成为世界领先的新通用顶级域名。

## 简历
柯博尔于1993年开始进入互联网行业，在接下的20多年里陆续创办了Tucows、Internet Direct、Hostopia等公司，并与合作伙伴共同创办了GeeksForLess.com、Brisk Mobile、SharkFin Networks、 EntrepreneurWiki.com、Digital Archery Experts等互联网企业。
他还在1998年创建了Tucows，继而在2000年创建了Hostopia。他担任Hostopia的首席执行官直至2011年，在2008年指导该公司完成向Deluxe的出售，并以1.24亿美元成交。
2011年末，他创办了.Club顶级域名公司，旨在汇聚有共同爱好的人。

## 教育背景
柯博尔（Colin Campbell）于1992年取得了士嘉堡区多伦多大学商务专业学士学位。

## 社会事务
柯博尔（Colin Campbell）是加拿大互联网注册局协会（CIRA） （页面存档备份，存于）的创会理事，并且曾担任加拿大互联网服务提供商协会（CAIP） （页面存档备份，存于）的董事。
柯博尔是企业家组织EO（Entrepreneurs' Organization） （页面存档备份，存于）的一名成员，其创办的企业也与EO有战略性合作。

## 获奖经历
柯博尔（Colin Campbell）创办的公司屡获嘉奖，在《利润》（Profit）杂志的加拿大公司增长速度排行榜中先后达到第七位（1997年）、第二位（1998年）、第一位（2005年），并于2005年入选《企业》（Inc）杂志评选的500家增长速度最快企业榜单。

## 创业演讲
2015年5月，柯博尔（Colin Campbell）在北京外国语大学商学院做创业主题讲座，多家中国媒体报道了此事。柯博尔方面还宣布将在中国的多个顶尖大学做系列创业讲座的计划。
柯博尔曾在筹建.CLUB Domains, LLC.之初获邀在MIT（麻省理工大学）做创业主题演讲，当场的嘉宾中，有一位后来成为柯博尔的投资人，为.CLUB注资十万美金